# Tadeusz Rząca

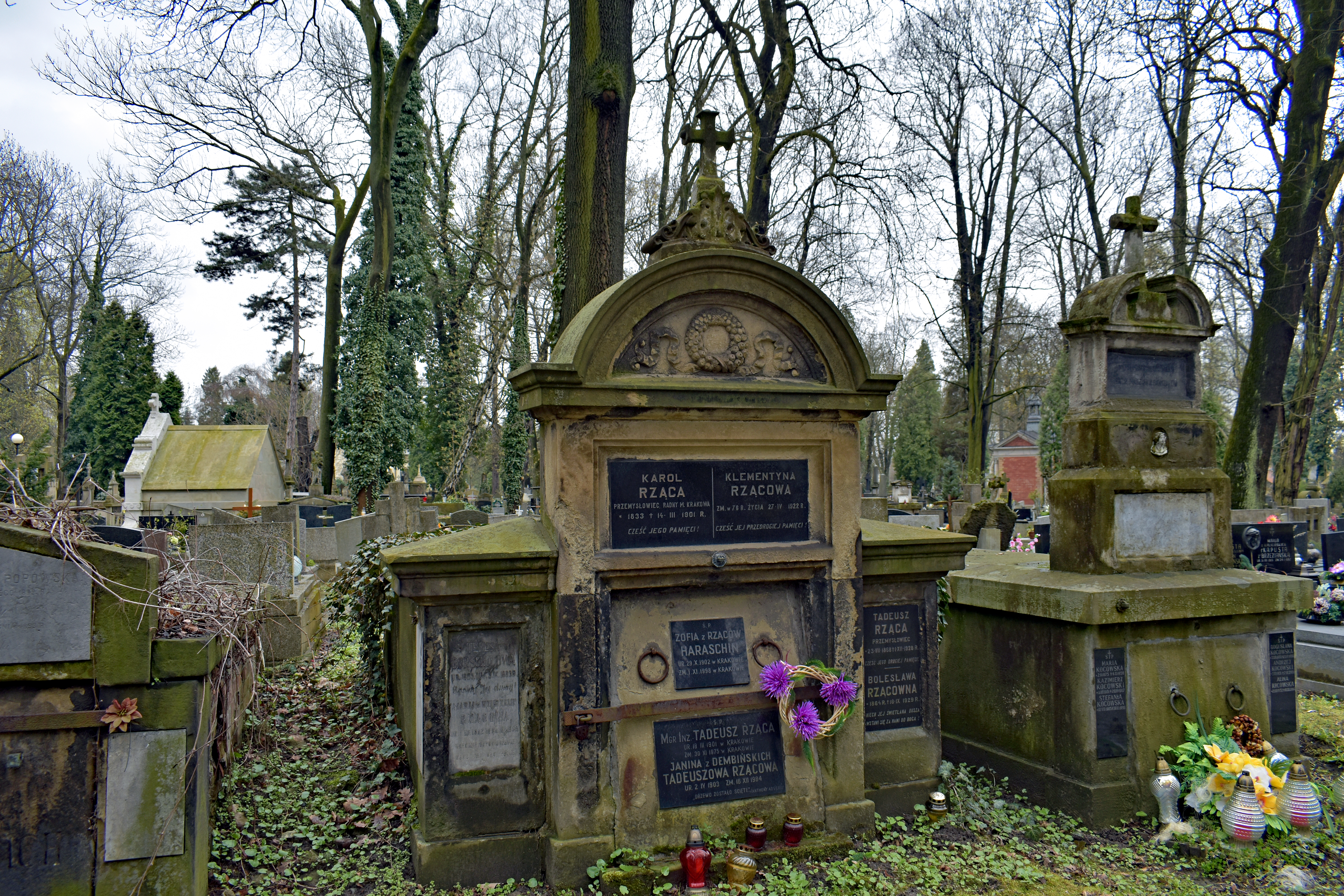
Grób Tadeusza Rzący na cmentarzu Rakowickim

Tadeusz Rząca (ur. 1868, zm. 1928) – przedsiębiorca i fotograf.

## Życiorys
Syn krakowskiego przedsiębiorcy, Karola Rzący i Klementyny z Borschildów. Jego żoną była Maria Heurteux, z którą miał dwoje dzieci – Zofię i Tadeusza.
Fotografią zawodowo zajął się tworząc spółkę z poligrafem i fotografem Tadeuszem Jabłońskim. Po pobycie we Francji, gdzie w fabryce braci Lumière poznał nowatorską technikę wykonywania kolorowych zdjęć (autochrom), był pierwszym Polakiem stosującym barwną fotografię. W latach 1900–1910 prezentował w krakowskim Towarzystwie Fotografów Amatorów odczyty, posługując się autochromami. W 1910 wydał album Malownicza Polska ilustrowany kolorowymi fotografiami. Jego barwne fotografie Krakowa przechowywane są w Muzeum Historii Fotografii w Krakowie.

## Prace

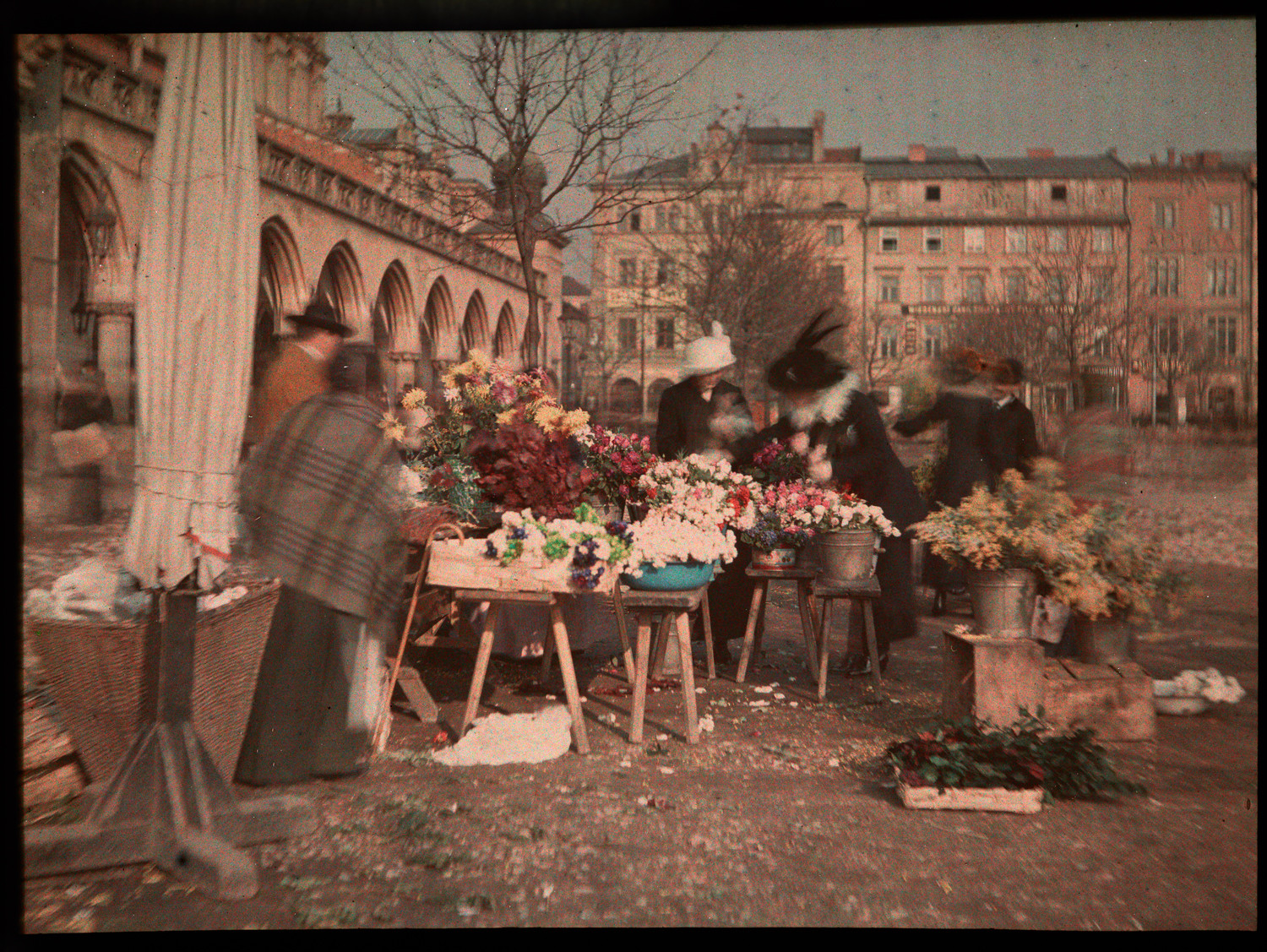
Rynek Główny w Krakowie, ok. 1910[1]–1912
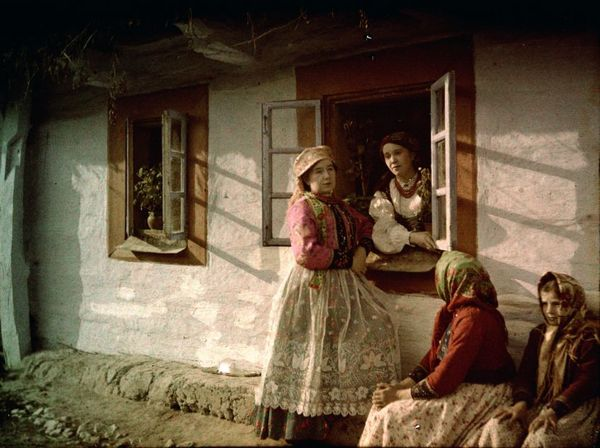
W Bronowicach, ok. 1914.